# Большое кладбище
Большое кладбище (латыш. Lielie kapi, ранее также Старо-немецкое кладбище) — некрополь в Риге. Закрыто для захоронений в 1957 году; в настоящее время — мемориальный парк.

## Расположение
Расположено в микрорайоне Браса, между улицами Бривибас, Сенчу, Миера, Клуса и Клияну. Территория кладбища первоначально составляла 36,7 га, ныне 28,9 га.
Вся территория, отведённая под кладбище в 1773 году, была поделена на три участка соответственно приходам церквей определённых конфессий: для католиков (Яковлевское, церковь Св. Якова), православных (Покровское) и протестантов, которым было разрешено хоронить прихожан нескольких церквей: Домской, св. Петра, св. Гертруды, Реформатской и церкви Святого Иисуса (Московский форштадт). Из-за размеров это протестантское кладбище назвали просто Большим.
Первоначально участки были разделены обширным пространством, но со временем слились в одно. Сейчас улица Сенчу отделяет территорию Большого, или «Старо-немецкого», кладбища от Яковлевского и Покровского. Последние имеют общую территорию и границу, но Покровское до сих пор действует и обнесено отдельным забором.
Кладбище включает в себя также расположенные на углу улицы Маза Клияну могилы солдат вермахта.

## История
Кладбище возникло после указа российской императрицы Екатерины II, запретившего после эпидемии бубонной чумы хоронить умерших в церквях на территории городов (в Риге указ был получен 23 февраля 1773 года). Указом было предписано устроить кладбища, расположенные на расстоянии не менее 300 саженей (около 600 м) от города. Новое кладбище в Риге открыли на Песчаных горах за Петербургскими воротами, в конце улицы Миера, примерно на расстоянии 3 км от тогдашней границы города.
Высочайший указ о разрешении хоронить на новом кладбище был подписан 1 мая 1773 года, а 19 мая состоялось  первое погребение. Самые богатые рижане стали строить себе склепы-часовни с подземными помещениями для установки гробов. Для людей с невысоким достатком, которые не хотели быть похороненными в земле, была построена деревянная восьмигранная «Зеленая капелла», покрытая жестяной покрашенной в зелёный цвет крышей, где имелся ритуальный зал и подвал с гробницами. Когда здание обветшало, часть установленных там гробов похоронили под стелой, установленной на месте «Зеленой капеллы».
В 1802 году кладбище отделяют оградой, спроектированной Кристофером Хаберландом из кирпича с дощатыми вставками. Вход находился у сторожки, где и сейчас начинается аллея, обозначающая границу между старой и новой частями кладбища. Забор существовал до 1960-х годов.
В 1823 году за благоустройство территории в стиле классицизма принялся профессиональный садовник из Любека Иоганн Герман Цигра. Он распланировал регулярные дорожки, пересекающие широкие аллеи, газоны, цветники, организовал оранжереи для выращивания саженцев. астения для озеленения кладбища. Вдоль аллей и на перекрестках предполагалось устанавливать особенно ценные с художественной точки зрения памятники. Новые главные ворота расположили со стороны ул. Миера, а её саму в 1824 году замостили брусчаткой, обсадили липами, установили на тротуарах скамейки. В 1825 году предприниматель Карпов устроил полукруглую площадку у центрального входа, по проекту Цигры обсаженную тополями (она сохранилась до сих пор и используется как автостоянка).
В 1979 году начато устройство мемориального парка. В настоящее время местность представляет собой хаотично расположенные надгробия и пустые склепы среди деревьев, местами проложены аллеи.

## Известные захоронения
См. также: Категория:Похороненные на Большом кладбище

На Большом кладбище похоронены многие известные латвийские общественные деятели и деятели культуры.
- Джордж Армистед — мэр Риги с 1901 по 1912 год
- Кришьянис Барон — латышский фольклорист, собиратель дайн — народных песен
- Янис Фридрих Бауманис — основоположник латышской национальной архитектуры
- Иоганн Кристоф Броце — педагог и этнограф
- Фрицис Бривземниек — писатель и фольклорист
- Кришьянис Валдемар — публицист, один из основателей движения младолатышей[2]
- Язепс Гросвалдс — латвийский художник
- Александр Дауге — государственный деятель
- Кристап Морберг[3] — строитель, архитектор и меценат
- Андрей Пумпур — латышский поэт, один из ярких представителей «народного романтизма»
- Янис Рубертс — офтальмолог, доктор медицины, профессор и ректор ЛУ
- Иоганн Фельско — главный архитектор Риги с 1844 по 1879 годы
- Кристофор Хаберланд — архитектор, главный строительный мастер Риги с 1789 по 1797 годы
- Густав Хилбиг — архитектор
- Герман Хилбиг — архитектор
- Родственники Георга Августа Швейнфурта — ботаника и этнографа, исследователя Африки (сам он похоронен в Берлине)
- Генрих Шель — архитектор
- Рейнгольд Шмелинг — главный архитектор Риги с 1879 по 1915 годы

На Большом кладбище, рядом с могилами родителей, установлен кенотаф памяти Мариса Лиепы, на плите которого начертано «Марис Лиепа, который вдали».